# Cleopatra Stratan
Cleopatra Stratan (Chișinău, Moldávia, 6 de outubro de 2002) é uma cantora moldava-romena de música infantil. É considerada a pessoa mais jovem a gravar dois CDs no mundo, apresentar um show de duas horas e a ganhar um prêmio da MTV. É filha do músico Pavel Stratan. Seu grande hit é a música Ghiță, que fala de uma menina que está procurando seu namorado pela cidade. Gravou seu primeiro álbum aos três anos e dez meses, superando Jordy, cantor francês de grande sucesso na década de 1990.

## Discografia
La Vârsta de 3 Ani (Na Idade de 3 Anos) (gravado em 2006)
1. Ghiță 3:17
2. Cuțu 3:03
3. Te-am întâlnit 2:38
4. Șansa 2:22
5. Noapte bună! 3:54
6. Surprize 3:23
7. Număr pân' la unu 2:45
8. Mama 3:58
9. De ce? 4:15
10. Zuzu-zuzu 2:08
11. Oare cât? 2:01
12. Pasărea pistruie 3:44

La Vârsta de 5 Ani (Na Idade de 5 Anos) (gravado em 2008)
1. Zunea-Zunea 2:59
2. Elefantul și furnica 3:04
3. Lupul, iezii și vizorul 4:17
4. Vino, te aștept 3:00
5. Cățeluș cu părul creț 3:28
6. Dăruiește 3:45
7. Gâște-gâște 2:43
8. Melc-melc 2:42
9. Refrenul dulcilor povești 3:00
10. Va veni o zi-ntr-o zi 3:27

## Videoclipes
- CD La Vârsta de 3 Ani: Ghiță, Numar pân' la unu e Noapte bună!
- Clip especial: Mos Craciun (feat. Pavel Stratan)
- CD La Vârsta de 5 Ani: Zunea-Zunea